# John Kinzie
John Kinzie (né le 3 décembre 1763 à Québec au Canada et mort le 6 janvier 1828 à Chicago aux États-Unis) a longtemps été considéré comme le premier colon blanc permanent à Chicago. Une rue du centre-ville de Chicago fut baptisée en son honneur (Kinzie Street). On sait aujourd'hui qu'il ne fut pas le premier colon (mais les héritiers de John Kinzie ont, au XIXe siècle, bâti la légende) car il n'est arrivé à Chicago qu'en 1804. En effet, si c'est bien Jean Baptiste Pointe du Sable qui a fondé Chicago (Eschikago) en 1779, le canadien-français négociant en fourrure Antoine Ouilmette, employé par la American Fur Company, est installé à Chicago, dès 1790 et il est bientôt suivi par d'autres colons francophones (dont le négociant en fourrures Jean La Lime en 1792).

## Biographie

### Jeunesse
John Kinzie est né à Québec, au Canada, de John McKenzie et Anne McKenzie, tous deux d'origines irlandaises et écossaises. Son père est mort avant que Kinzie n'ait un an et sa mère s'est par la suite remariée. En 1773, il a été l'apprenti de George Farnham, un orfèvre. Certains des bijoux fabriqués par Kinzie Sr. ont été trouvés sur des fouilles archéologiques dans l'Ohio. En 1777, Kinzie est devenu un trader de Détroit, travaillant pour William Burnett, négociant en fourrures.
En 1785, Kinzie fut impliqué dans le sauvetage de deux sœurs qui avaient été enlevées par des indiens Shawnees de Virginie en 1775. Margaret a vécu avec Kinzie à Détroit et a eu trois enfants avec lui, avant de retourner en Virginie. Par la suite, leurs trois enfants déménageront à Chicago.
En 1789, Kinzie, alors négociant en fourrures et originaire du Canada, a dû partir vers l'Ouest (sur la Frontière), les États-Unis excluant les Canadiens du commerce avec les Amérindiens, à cette époque, sur les territoires qu'ils administraient.

### Arrivée à Chicago (1804)
En 1800, Kinzie épouse en secondes noces Eleanor Lytle McKillip et en 1804, au moment de leur installation à Chicago, leur fils, John Harris, est déjà âgé de six mois. Par la suite, ils auront trois autres enfants, Ellen Marion Kinzie, Jean et Eleanor.

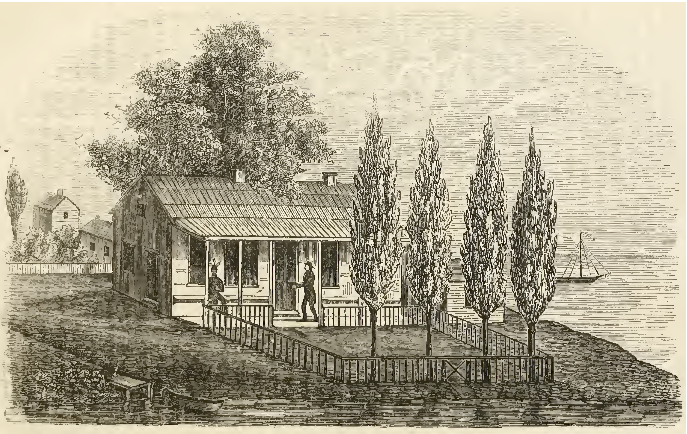
La Kinzie House, maison de John Kinzie en 1804.

En 1804, Kinzie rachète la maison, l'établissement commercial et les terres de Jean La Lime (que celui-ci avait acheté à Jean Baptiste Pointe du Sable, quatre ans plus tôt) situés à Wolf Point, près de l'embouchure de la rivière Chicago. Cette même année, le gouverneur de l'Indiana William Henry Harrison, nomme Kinzie « juge de paix » et avec la construction du Fort Dearborn (1803-1804), son influence et sa réputation commencent à grandir dans la région.
Il faut noter que les historiens ont longtemps considéré que John Kinzie était le véritable fondateur de la ville de Chicago sans tenir compte ni de Jean Baptiste Pointe du Sable, ni même de Jean La Lime à qui Kinzie a racheté la maison et l'établissement commercial (et qu'il assassinera en 1812). C'est sans doute parce que Jean Baptiste Pointe du Sable était un homme de couleur, peut-être aussi parce qu'ils étaient tous deux francophones mais aussi peut-être parce que les héritiers de Kinzie ont contribué à faire de leur ancêtre un héros légendaire.

### Guerre anglo-américaine de 1812
En juin 1812, Kinzie tue, lors d'une querelle, Jean La Lime, qui travaille alors pour l'armée américaine comme interprète, à Fort Dearborn. Il semble que le mobile soit la légitime défense mais qu'un climat de corruption et de suspicion règne alors au sein du Fort, une attaque indienne étant imminente. Il s'enfuit alors à Milwaukee, situé, à l'époque, dans le territoire indien. Il y rencontre des Amérindiens alliés aux britanniques qui ont planifié plusieurs séries d'attaques contre les intérêts américains.
Bien que les Indiens soient conscients du fait que Fort Dearborn soit en état d'alerte, ils  lancent une attaque décisive le 15 août 1812. Kinzie s'échappe grâce à des amis amérindiens et retourne à Détroit avec sa famille.
En 1813, John Kinzie et son associé, Jean-Baptiste Chardonnai sont cependant arrêtés par les Britanniques et inculpés de trahison. En 1814, Kinzie est placé à bord d'un navire et envoyé vers l'Angleterre mais lorsque le navire arrive dans un port canadien de Nouvelle-Écosse, Kinzie profite d'une tempête pour s'échapper et regagner les États-Unis.

### Fin de vie

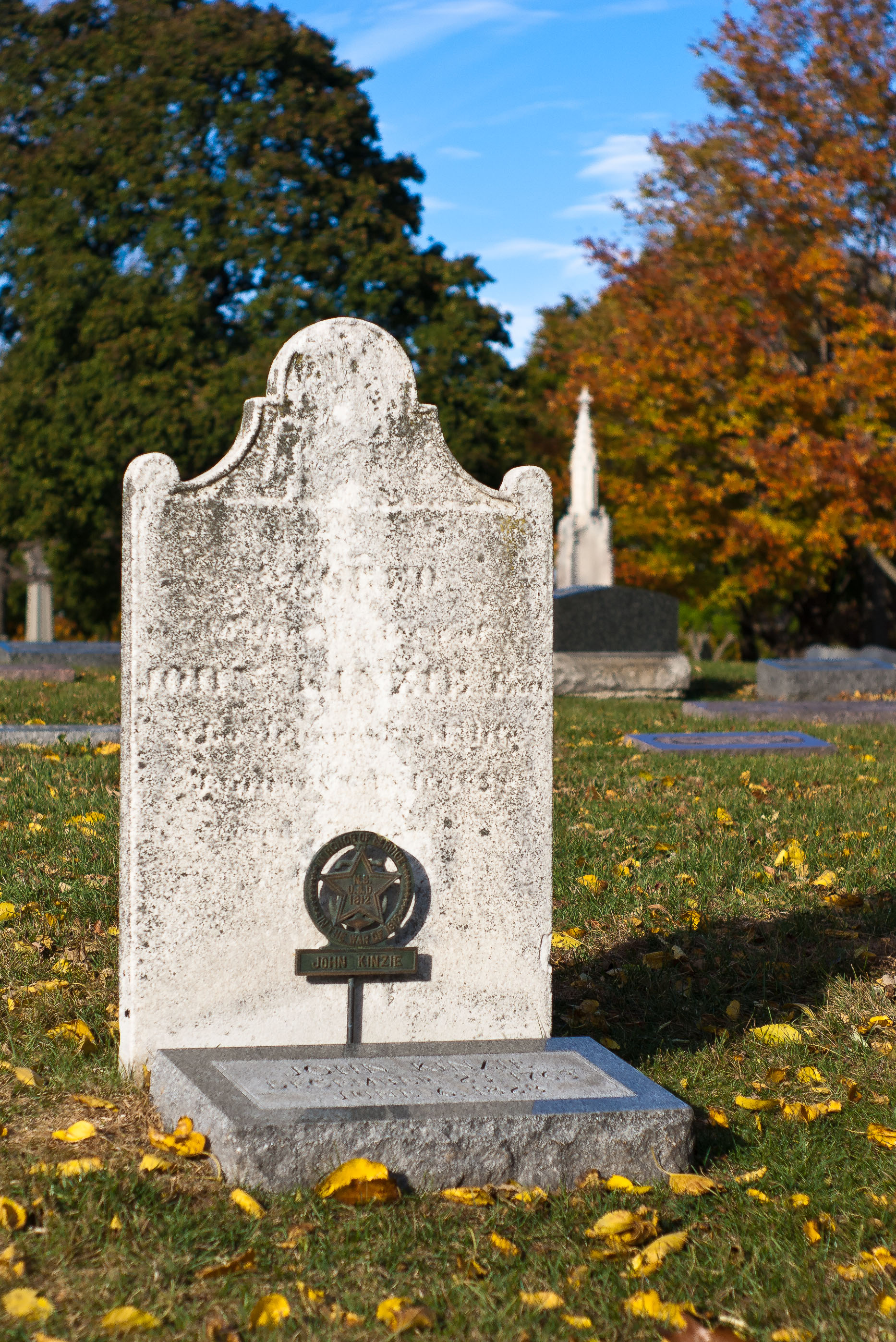
La pierre tombale de Kinzie, au cimetière de Graceland à Chicago.

En 1816, John Kinzie revient à Chicago et y reste jusqu'à sa mort. Il subit une attaque cérébrale à son domicile de Chicago, le 6 janvier 1828 et en meurt. Il est d'abord enterré au cimetière de Fort Dearborn, puis ses restes sont transférés en 1835 dans un autre cimetière de la ville, dans ce qui est devenu Lincoln Park. Après la fermeture du cimetière et la création du zoo de Lincoln Park, ses restes sont transférés au cimetière de Graceland, toujours à Chicago.
En 1833, le fils de Kinzie, John Harris Kinzie, se présente aux élections municipales de Chicago pour devenir le premier maire de Chicago, mais est battu par William Butler Ogden.